# 鳡鱼
鳡鱼（學名：Elopichthys bambusa）俗称黄钻、鳏鱼、鲩鲲、竿鱼、水老虎，為輻鰭魚綱鯉形目鯝科的其中一種淡水鱼，分布於亞洲俄羅斯西伯利亞、中國各水系、越南紅河流域，並引進中亞烏茲別克。本魚體延長，頭長呈錐狀，吻尖，口端位，口裂大，無觸鬚，眼小，鰓口大，鱗片小，側線完整，背鰭短，起點位於腹鰭基部後方，臀鰭外緣內凹，尾鰭深發叉，體背部淺灰色，體側、腹部銀白色，胸鰭、腹鰭、臀鰭黃色，背鰭和尾鰭深灰色，體長可達2公尺，體重可達60公斤，性情凶猛，生活在水中上层，捕食其他鱼类，属大型掠食性鱼类，在夏季產卵，主要在中阿穆爾河、松花江和烏蘇里江流域等地的溪流中產卵，可做為食用魚。

## 扩展阅读
維基物種上的相關：鳡
[在维基数据编辑]
 《欽定古今圖書集成·博物彙編·禽蟲典·鱤魚部》，出自陈梦雷《古今圖書集成》